# ERBB3
Il recettore tirosin chinasico erbB-3 è un enzima che nell'uomo viene codificato dal gene ERBB3.

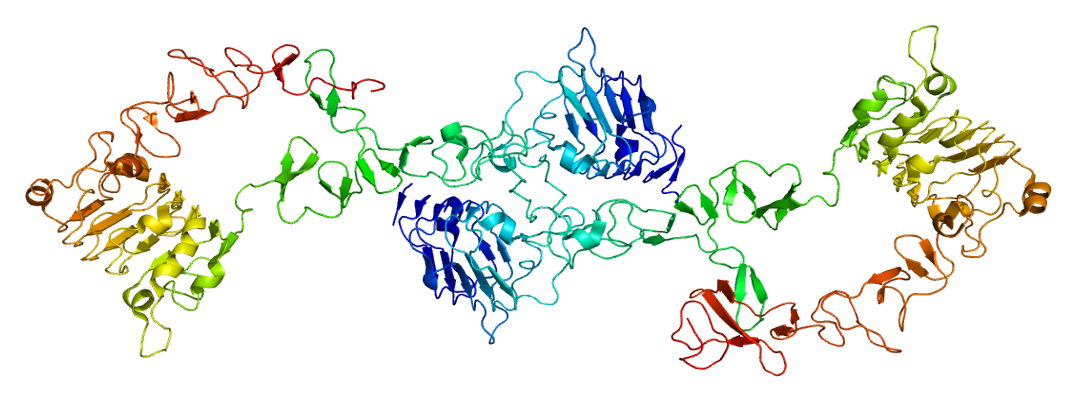
Struttura proteica codificata da ERBB3

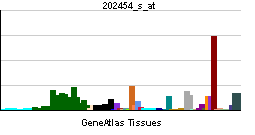
Pattern di espressione ad RNA del gene ERBB3

Questo gene codifica per una porzione del recettore del fattore di crescita dell'epidermide (Epidermal Growth Factor Receptor, EGFR) appartenente alla famiglia dei recettori tirosin chinasici. Questa proteina di membrana possiede neurodominio di interazione, ma non un dominio di attivazione chinasi dipendente. Risulta quindi possibile l'associazione con un ligando, ma non la trasmissione del segnale all'interno della cellula attraverso le reazioni di fosforilazione delle proteine segnale. Tuttavia, erbB-3 risulta in grado di costituire eterodimeri associandosi ad altri membri della famiglia del recettore EGF i quali possiedono domini di attivazione chinasi dipendente. L'eterodimerizzazione consente l'attivazione di reazioni a cascata all'interno della cellula che portano alla proliferazione cellulare o alla differenziazione.
L'eventuale amplificazione del gene ERBB3 o la sua sovraespressione, portano all'accumulo della proteina erbB-3, tale accumulo di prodotto proteico è stato riscontrato in numerosi tumori, tra cui quello alla prostata, alla vescica e nei tumori al seno. L'RNA del gene può essere sottoposto a splicing alternativo, ciò consente la codifica di diverse varianti, le quali una volta tradotte danno origine a diverse isoforme proteiche. Una particolare isoforma è priva della regione intermembranale e viene quindi secreta all'esterno della cellula; Tale isoforma consente la modulazione dell'attività dell'isoforma legata alla membrana. Altre varianti di splicing sono state identificate, ma non sono state completamente caratterizzate.
Si ritiene che ERBB3, se attivato, diventi un substrato per la dimerizzazione e fosforilazione successiva di: ErbB1, ErbB2 e ERBB4.
Come molti dei recettori tirosin chinasici, ERBB3 è attivato dal ligando extracellulare. Ligandi noti in grado di legarsi a ERBB3 sono le Neuregulin.

## Interazioni
Il recetterore erbB-3 è in grado di interagire con: Neuregulin 1, PA2G4, PIK3R1 e RGS4.